# مقاطعة أتالا (ميسيسيبي)
مقاطعة أتالا هي مقاطعة في مسيسيبي، بلغ عدد سكانها 19٬564  نسمة، في 2010، عاصمتها كوسيوسكو، تبلغ مساحتها 1٬909 كيلومتر مربع.

## الموقع
تشترك في الحدود مع:
- مقاطعة مونتغومري (ميسيسيبي)
- مقاطعة ليك (ميسيسيبي)
- مقاطعة ماديسون (ميسيسيبي).

## التقسيمات الإدارية
- كوسيوسكو.